# 中砲けん引車

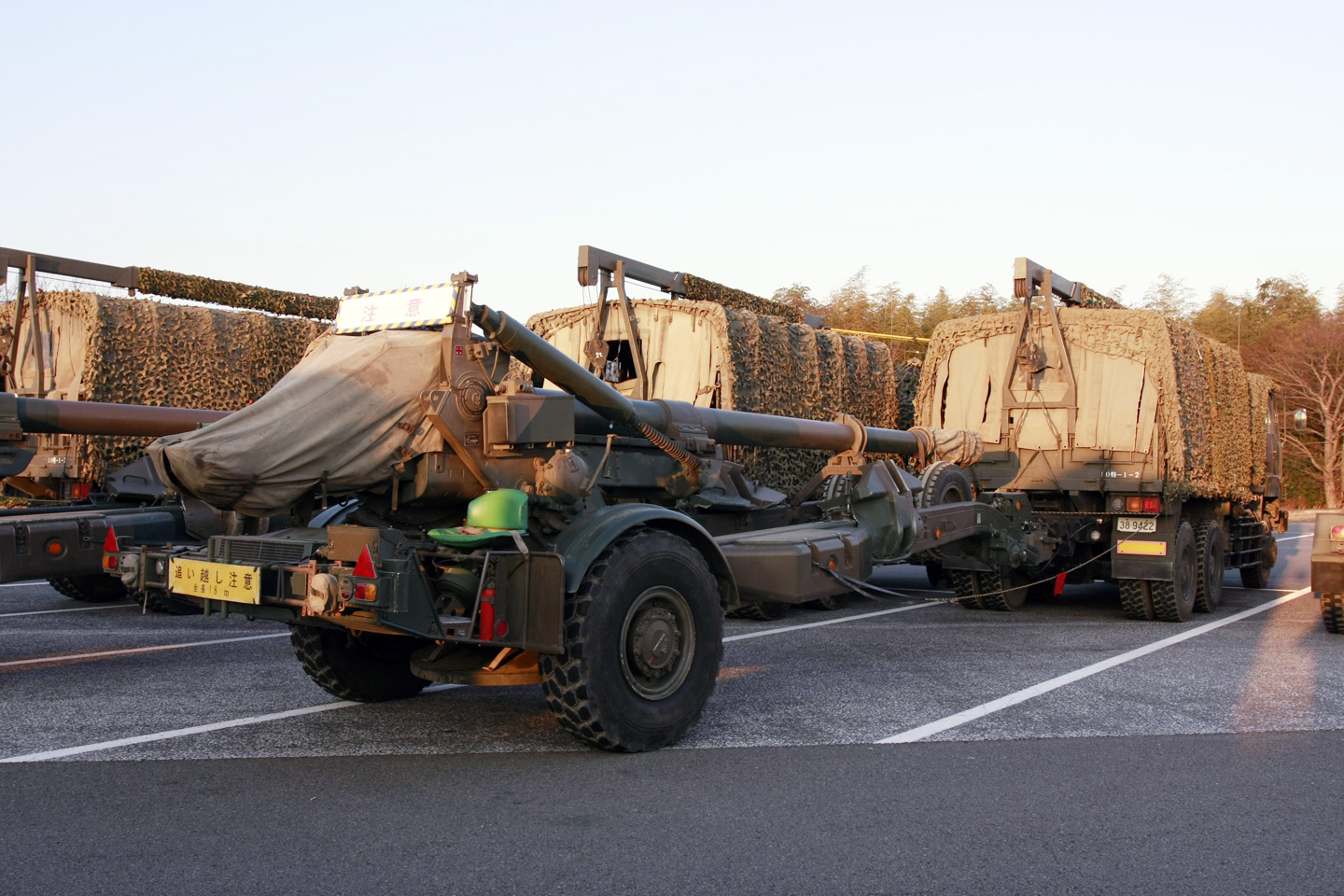
中砲けん引車（奥）とFH70

中砲けん引車（ちゅうほうけんいんしゃ）は、野戦特科部隊に配備されている155mmりゅう弾砲 FH70のけん引車であり、陸上自衛隊の装備。

## 概要
7tトラックをベースとし、クレーンや車体前後に牽引フック、さらに後部にはワイヤーウィンチがつくなどの改造が施されている。また、荷台前方には弾薬の運搬スペースとなっており、クレーンを使用して積み下ろしができる。ただし、1両ごとに弾薬を搭載すると非効率であることや弾薬以外の射撃機材で荷台がいっぱいになるためFH70を牽引した状態で弾薬を運搬することはない。

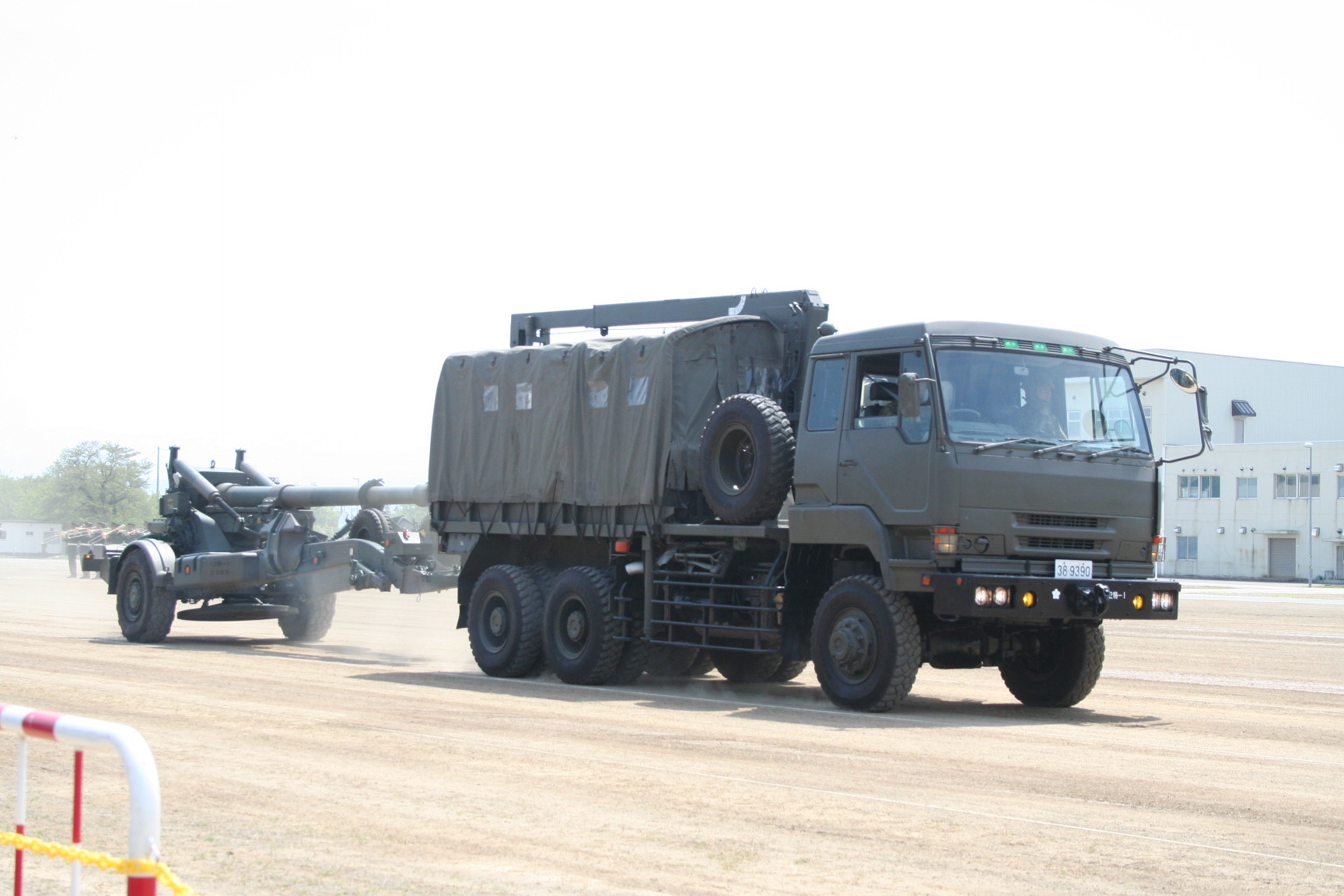
中砲けん引車のフロント部分

## 配備部隊・機関
東北方面隊
- 東北方面特科連隊

東部方面隊
- 東部方面特科連隊

中部方面隊
- 中部方面特科連隊

西部方面隊
- 西部方面特科隊
  - 西部方面特科連隊
- 西部方面混成団
  - 第5陸曹教育隊
    - 特科教育中隊

陸上自衛隊富士学校
- 富士教導団
  - 特科教導隊
    - 第1射撃中隊
    - 第2射撃中隊

## 諸元
- 全長：8,130mm
- 全高：3,060mm
- 全幅：2,490mm
- 重量：11,280kg
- 最大積載量：8,250kg
- 最高速度：95km/h
- 出力：355ps

## 製作
- 三菱自動車工業

## 登場作品
『ゴジラvsビオランテ』『ゴジラvsキングギドラ』
自衛隊の協力で実車が登場。『vsビオランテ』では、ゴジラを迎撃するために出動し、FH-70を作戦地域まで輸送する。『vsキングギドラ』では、富士山麓に着陸したUFOを包囲するべく出動する。